# NGC 591
NGC 591 je galaksija u zviježđu Andromeda.

## Vanjske poveznice
- SEDS: NGC 0591